# Galáxia espiral barrada

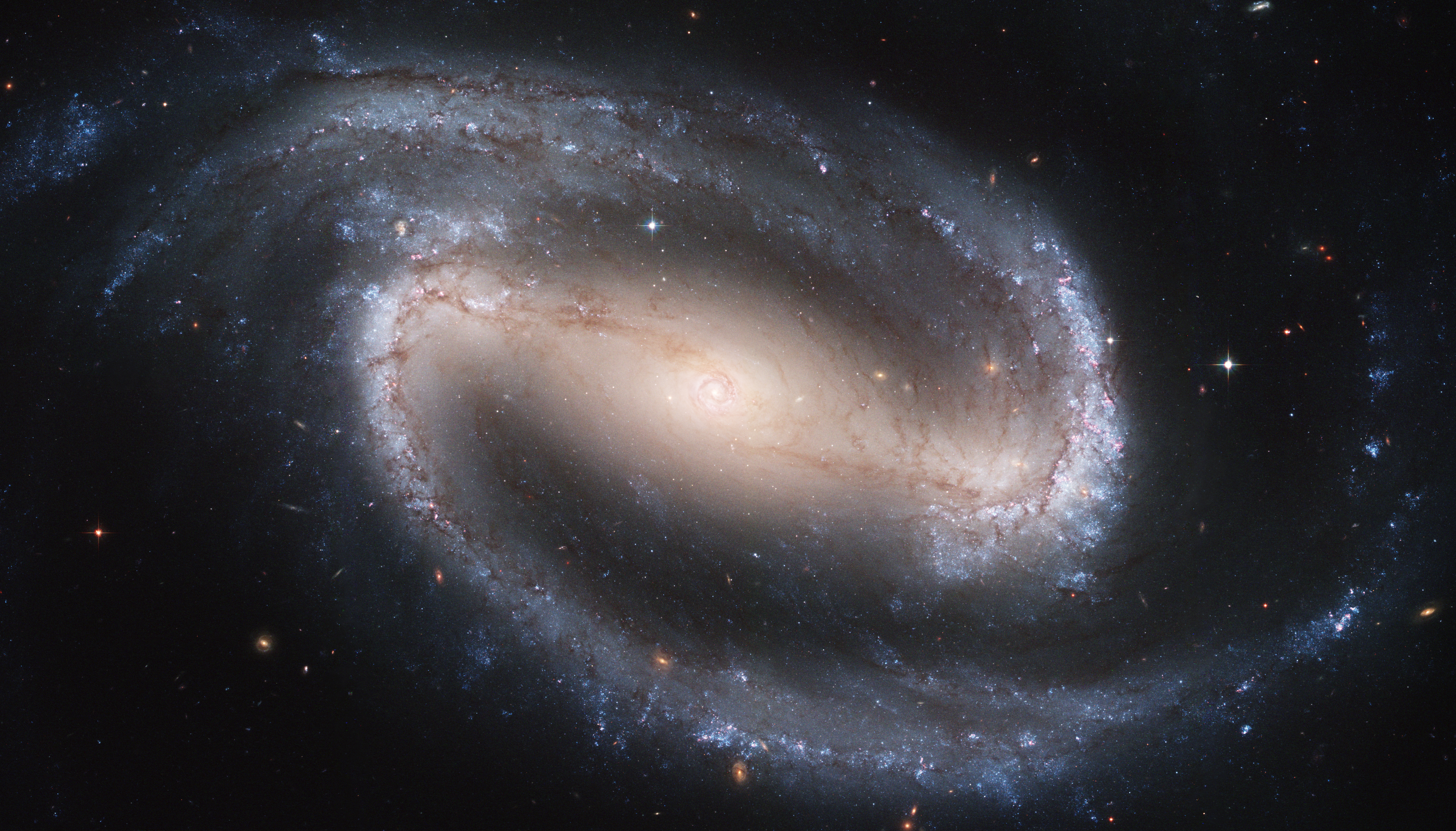
NGC 1300, uma galáxia espiral barrada.

Uma galáxia espiral barrada é uma galáxia espiral com uma estrutura central em forma de barra composta por estrelas. As barras são encontradas em cerca de dois terços de todas as galáxias espirais do universo local, e geralmente afetam os movimentos das estrelas e do gás interestelar dentro das galáxias espirais e também podem afetar os braços espirais. A Via Láctea, onde o Sistema Solar está localizado, é classificada como uma galáxia espiral barrada.
Edwin Hubble classificou galáxias espirais desse tipo como "SB" (espirais, barradas) em sua sequência de Hubble e as organizou em subcategorias com base em quão abertos estão os braços da espiral. Os tipos SBa apresentam braços bem amarrados, enquanto os tipos SBc estão no outro extremo e têm braços frouxamente ligados. As galáxias do tipo SBb ficam entre as duas. SB0 é uma galáxia lenticular barrada. Um novo tipo, SBm, foi posteriormente criado para descrever espirais barradas um tanto irregulares, como as Nuvens de Magalhães, que já foram classificadas como galáxias irregulares, mas desde então foram encontradas para conter estruturas espirais barradas. Entre outros tipos nas classificações do Hubble para as galáxias estão a galáxia espiral, galáxia elíptica e galáxia irregular.
Embora os modelos teóricos de formação e evolução de galáxias não esperassem anteriormente que as galáxias se tornassem estáveis o suficiente para hospedar barras muito cedo na história do universo, recentemente surgiram evidências da existência de numerosas galáxias espirais no universo primitivo.

## Exemplos (SB)
- Dw1
- Maffei 2
- NGC 55 ou 293-G050
- NGC 253
- NGC 1300
- NGC 1350
- NGC 1365
- NGC 1512
- NGC 2442
- NGC 3187
- NGC 3351 ou M95
- NGC 3992 ou M109
- NGC 4579 ou M58
- NGC 4548 ou M91
- NGC 5236
- NGC 6782 ou M83
- NGC 6872 e IC 4970 (é a maior conhecida)
- NGC 7479